# Era dels Bons Sentiments
L'era dels Bons Sentiments es refereix al període polític dels Estats Units entre el president Jefferson i Andrew Jackson.
L'expressió de “Bons Sentiments”, fou encunyada per primera vegada pel diari de Boston després de la visita del nou president de l’època, James Monroe. Si es titlla el període amb el qualificatiu de “bones sensacions” és precisament perquè econòmicament els Estats Units van experimentar un creixement econòmic. Aquest creixement va coincidir amb l'expansió del país vers l’oest. Es podria dir que és la continuació després de l'adquisició de Luisiana, venuda pels francesos en cerca de diners per aguantar les guerres napoleòniques. Així doncs, els Estats Units adquireixen, durant aquest període, la Florida Espanyola i bona part del sud, com ara Texas o Nou Mèxic, construint progressivament l'escenari de la Guerra de Secessió. L'expansió va ser també el motiu per continuar amb més virulència les guerres índies. Aquestes les protagonitzaven els amerindis que veien com els Estats Units practicaven un clar genocidi, raó per la qual, per exemple, els xeroquis van declarar-se nació i independents mitjançant una constitució l’any 1827. Andrew Jackson, creador del partit Demòcrata, fou precisament el principal impulsor del genocidi indi. Després de ser escollit com a setè president dels EUA declara que vol “eliminar els indis”.